# Al-Abbàs ibn al-Àhnaf
Abu-l-Fadl al-Abbàs ibn al-Àhnaf al-Hanafí al-Yamamí an-Najdí (àrab: أبو الفضل العباس بن الأحنف الحنفي اليمامي النجدي, Abū l-Faḍl al-ʿAbbās b. al-Aḥnaf al-Ḥanafī al-Yamāmī an-Najdī), més conegut senzillament com al-Abbàs ibn al-Àhnaf (Bàssora, 750 - 808), fou un poeta àrab de la tribu dels Hanifa, famós per la seva poesia amorosa. Utilitzà exclusivament el gènere del gazal o poesia eròtica-elegíaca, en què manifestava «la manca d'esperança de l'amor, amb personatges que semblen resignats a una relació de privació».
Va ser amic del califa abbàssida Harun ar-Raixid i va exercir a la cort. Utilitzà un vocabulari senzill i el seu estil fou fluid i fàcil, influint l'obra d'Abd-Al·lah ibn al-Mútazz i d'Abu-l-Atàhiya. La seva obra fou compilada després de la seva mort per Zúnbur i per Abu-Bakr as-Sulí. Fou molt apreciat a l'Àndalus.